# William Marçais
Pour les articles homonymes, voir Marçais (homonymie).
William Ambroise Marçais est un orientaliste, arabisant et universitaire français, né le 6 novembre 1872 à Rennes et mort le 1er octobre 1956 à Paris.

## Biographie
William Marçais est d'abord étudiant en droit de Rennes, avant de s'intéresser aux langues orientales. 
Élève d'Hartwig Derenbourg et Octave Houdas à l'École des langues orientales de Paris à partir de 1894, il étudie l'arabe littéral et maghrébin, le turc et le persan. Sa thèse de doctorat en droit, soutenue en 1898, porte sur les successions en droit musulman. 
En 1905 il est diplômé de l'École pratique des hautes études. Il part alors pour l'Afrique de Nord. Il est successivement conservateur du Musée d'art musulman de Tlemcen, directeur de la Médersa (établissement d'enseignement supérieur réservé aux musulmans) de cette ville (1898), puis de celle d'Alger (1904), Inspecteur général de l'enseignement aux indigènes en 1908, directeur de l'École supérieure de langue et littérature arabe à Tunis en 1913. 
Il revient à Paris où il est au bureau des Affaires indigènes du ministère de la Guerre avant d'inaugurer la chaire d'arabe maghrébin de l'École des langues orientales, chaire qu'il occupe de 1920 à 1927, tout en étant directeur d'études à l'EPHE (4e section). Durant cette période, il participe à la création de l'Association des Anciens Élèves et Amis de l’École des Langues Orientales (AAEALO), en prenant part à la réunion préparatoire et à l'Assemblée Générale constitutive du 1er juillet 1927.
Il devient ensuite (en 1927) professeur au Collège de France jusqu'à sa retraite en 1942. Il est également membre de l'Académie des inscriptions et belles-lettres (élu en 1927), du Comité des travaux historiques et scientifiques et de la Société de Linguistique de Paris.

### Vie privée
Il est le frère de Georges Marçais et le père de trois enfants : Jean époux de Jacqueline Aubé ; Charlotte, épouse de Georges Barbé ; et Philippe, également linguiste arabisant (1910-1984), que son choix de l'Algérie française avait rendu proche de l'extrême-droite française.

## Publications
- Des parents et alliés successibles en droit musulman, Université de Rennes, Faculté de droit, Thèse pour le doctorat. 1898 ;
- Le Taqrîb de En-Nawawi. traduit et annoté, 1901, (Prix Bordin 1904) ;
- Le dialecte arabe parlé à Tlemcen, 1902, (Prix Bordin 1904) ;
- Les monuments arabes de Tlemcen, 1903, (Prix Bordin 1904) ;
- Le dialecte arabe des Ulâd Brahîm de Saîda (département d'Oran). Mémoires de la Société de Linguistique de Paris, 1908 ;
- Les traditions islamiques, 1914 ;
- Textes arabes de Takroûna : transcription, traduction annotée, glossaire, 1925 ;
- Préface à La vie féminine au Mzab, d'Amélie-Marie Goichon, 1927-1931 ;
- Mélanges Gaudefroy-Demombynes, 1935 ;
- M. S. Meissa, Le message du pardon d'Abou l'Ala de Maarra. Préface de William Marçais, professeur au Collège de France, membre de l'Institut, 1933 ;
- Une famille de savants passionnés du Maghreb : les Marçais. Bernard Lebeau, 2001.

## Distinctions

### Décoration
- Officier de la Légion d'honneur.

### Récompense
- Prix Bordin (Orientalisme) 1904 de l'Académie des inscriptions et belles-lettres pour trois ouvrages.